# Petrus Georgii Schiffer
Petrus Georgii Schiffer, född 29 maj 1673 i Avesta socken, död 1 november 1749 i Irsta socken, var en svensk präst och riksdagsledamot.

## Biografi
Petrus Georgii Schiffer var son till Georgius Petri Schiffer som vid tiden för hans födelse var rektor i Avesta, men som sedermera blev kyrkoherde i Irsta. Modern Margareta Elvius, var Daniel Joannis Buskovius  dotter. Han inskrevs vid Uppsala universitet 1692 med studierna finansierade genom kungligt stipendium, och prästvigdes sedermera för en tjänst som biskop Carolus Carlssons predikant vid dennes prebenden Dingtuna socken och Lundby socken. Ett år senare kom han till Irsta socken som sin faders hjälppräst, för att 1707 efterträda denne med kunglig fullmakt. 1738 blev han prost och vice kontraktsprost.
Schiffer var fullmäktig för stiftet vid riksdagarna 1727, 1731, 1734 och 1738.
Schiffers hustru Sara var dotter till Petrus Christierni Christiernin och dotterdotter till Nicolaus Nicolai Prytz- De fick inga barn, men blev fosterföräldrar till hennes systerbarn.